# Franconia (Schiff, 1923)
Die Franconia (II) war ein 1923 in Dienst gestellter Ozeandampfer der britischen Reederei Cunard Line, der als Royal Mail Ship im Passagier- und Postverkehr zwischen Großbritannien und den Vereinigten Staaten eingesetzt wurde. Ab 1939 diente das Schiff als Truppentransporter im Zweiten Weltkrieg und war danach wieder im transatlantischen Passagierverkehr tätig. 1956 wurde die Franconia außer Dienst gestellt und in Schottland verschrottet.

## Das Schiff

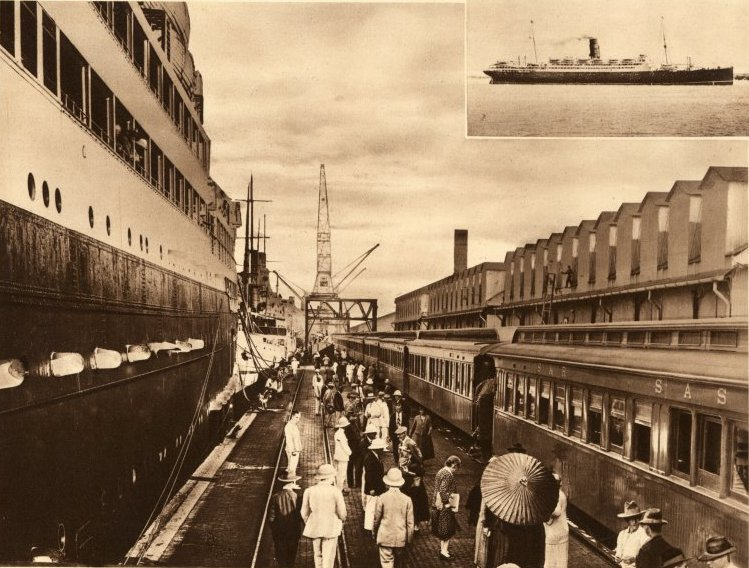
Die Franconia in Lourenço Marques (Mosambik), 1929

Das 20.158 BR große Dampfturbinenschiff Franconia war das zweite Schiff der Cunard Line, das diesen Namen trug. Die erste Franconia war 1911 in Dienst gestellt worden. Die zweite Franconia wurde auf der Werft John Brown & Company in Clydebank gebaut, wo schon viele namhafte Schiffe der Reederei entstanden waren, darunter die Lusitania. Das 190,19 Meter lange und 22,46 Meter breite Schiff hatte einen Schornstein, zwei Masten und zwei Propeller und wurde von Dampfturbinen angetrieben, die eine Geschwindigkeit von 16 Knoten ermöglichten. Das Schiff konnte 330 Passagiere in der Ersten, 420 in der Zweiten und 950 in der Dritten Klasse aufnehmen. Ihr Schwesterschiff, die Carinthia, wurde bei Vickers Ltd. in Barrow-in-Furness gebaut und 1925 in Dienst gestellt.
Die Franconia lief am 21. Oktober 1922 vom Stapel und wurde im Mai 1923 fertiggestellt. Am 23. Juni 1923 lief die Franconia in Liverpool zu ihrer Jungfernfahrt nach New York aus. Bis 1933 bediente sie in Sommermonaten den regulären Liniendienst auf der New York-Route und im Winter wurde sie für Kreuzfahrten genutzt. 1933 wurde ihr Rumpf dann für eine Weltrundreise komplett weiß gestrichen. Danach blieb sie für ein Jahr auf der Route London–Southampton–New York, bis sie 1935 wieder ab Liverpool fuhr.

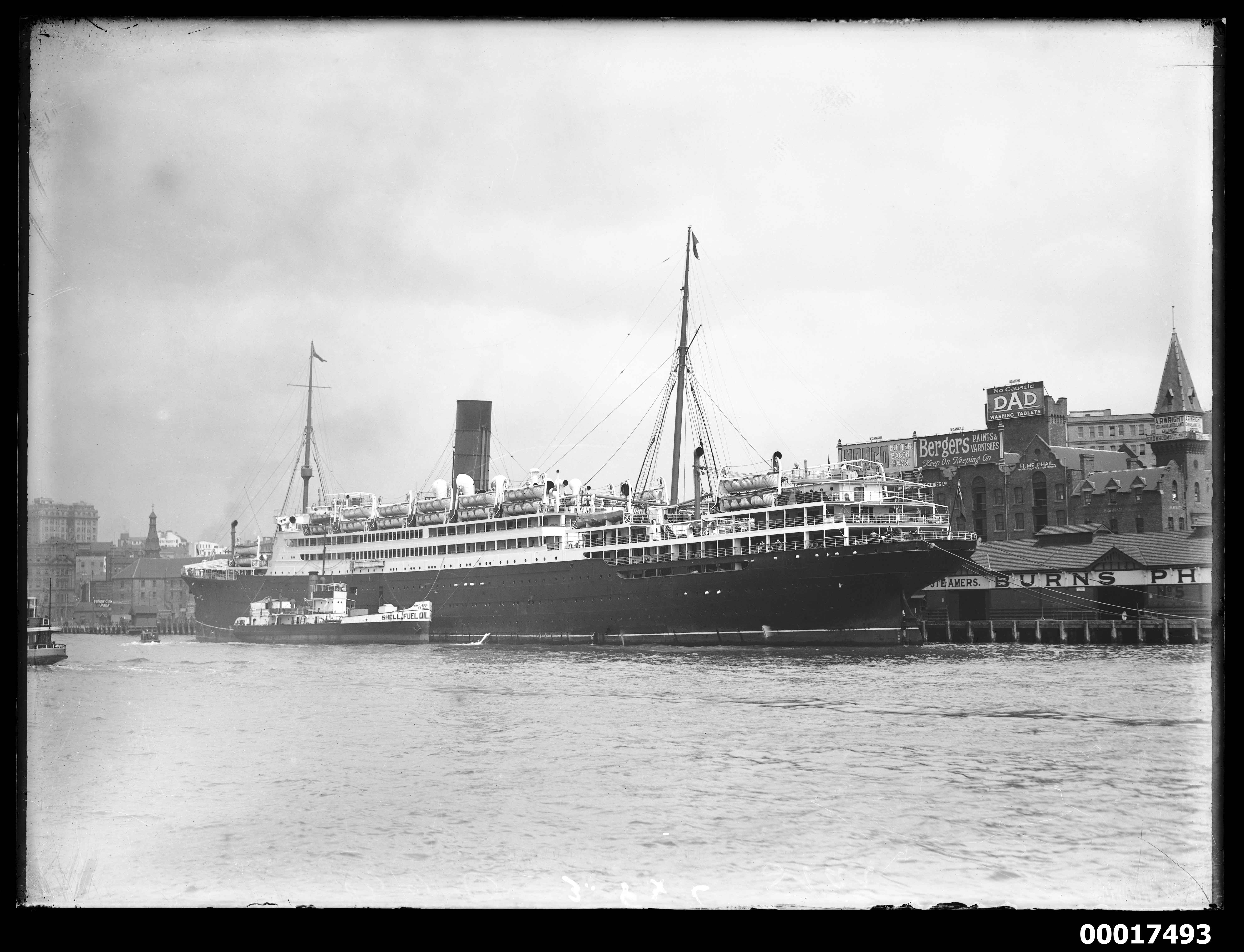
Am Circular Quay in Sydney, 5. März 1927

## Kriegsjahre
Nach einer weiteren Weltreise 1938 wurde das Schiff in einen Truppentransporter umgewandelt. 1939 kollidierte die Franconia bei Malta mit der Alcantara der Royal Mail Line, die auf dem Weg war, um zu einem Truppentransporter umgerüstet zu werden. Am 16. Juni 1940 wurde die Franconia vor der Bretagne von deutschen Jagdbombern angegriffen und beschädigt. Sie befand sich im Rahmen der Operation Aerial, der Evakuierung der Second British Expeditionary Force, auf dem Weg nach Saint-Nazaire und musste wegen der Schäden nach Liverpool eskortiert werden. Im späteren Verlauf des Kriegs nahm sie an der Evakuierung Norwegens und Frankreichs, am Italienfeldzug, der Invasion von Madagaskar, der Azoren sowie der alliierten Landung auf Sizilien (Operation Husky) und Nordafrika (Operation Torch) teil.
1945 diente sie während der Konferenz von Jalta als Hauptquartier von Winston Churchill und dessen britischer Delegation. Nach Kriegsende unternahm sie mehrere Fahrten, um US-Truppen und Flüchtlinge von Europa in die USA zu bringen. Sie wurde auch eingesetzt, um britische Truppen, darunter befreite Kriegsgefangene, von Indien nach Hause zu bringen.

## Nach dem Krieg
Im Juni 1948 wurde die Franconia der Cunard Line zurückgegeben und in Clydeside wieder instand gesetzt. Am 2. Juni 1949 trat die Franconia ihre erste zivile Nachkriegsfahrt an. Sie war zuvor modernisiert und zur Beförderung von 250 Passagieren Erster Klasse und 600 in der neu geschaffenen Touristenklasse umgebaut worden. Sie fuhr von da an nicht mehr nach New York, sondern von London nach Montreal und Quebec. Sie wurde auch wieder für Kreuzfahrten in der Wintersaison genutzt. Im Juli 1950 strandete das Schiff an der Île d’Orléans bei Quebec, konnte aber wieder flott gemacht werden. Am 22. Juli 1955 wurde die Franconia auf die Route von Southampton über Le Havre nach Quebec umgesetzt, nahm aber am 3. Mai 1956 ihren alten Dienst von Liverpool nach New York wieder auf. Kurz danach wurde das 33 Jahre alte Schiff außer Dienst gestellt und im Dezember 1956 bei Thomas W. Ward Shipbreakers Ltd. in Inverkeithing verschrottet.